# Thor amboinensis
O camarão sexy, também conhecido como camarão de machas brancas de anêmona (Thor amboinensis) é uma espécie de camarão do gênero Thor, da família Thoridae.

## Biologia
Vive em simbiose com anêmonas ou com corais (geralmente são com anêmonas), é conhecido por seus movimentos corporais incomuns, quando está caminhando, o camarão sexy balança o abdômen para frente e para trás, fazendo com que se pareça mostrando os músculos do corpo, por isso o nome comum de sexy.

## Distribuição
São encontrados em todos os oceanos tropicais e subtropicais do mundo, incluindo Brasil, Belize, Ilha de Páscoa, Baja Califórnia (México), Ilhas Galápagos, Mar Vermelho e Mar de Coral.

## Habitat
Seu habitat principal são recifes de corais costeiros e lagunas de água salgada.

## Alimentação
Se alimentam de plâncton e restos de comida que as anêmonas os deixam.

## Em aquário
Pode ser mantido em grupos ou solitários (de preferencia em grupos), são pacíficos com os da sua mesma espécie, não é recomendado coloca-los em aquários com baiacus, peixes da família balistidae (conhecidos como cangulos ou peixes porco) e moréias, pois podem ser comidos. É uma espécie reef safe de camarão.

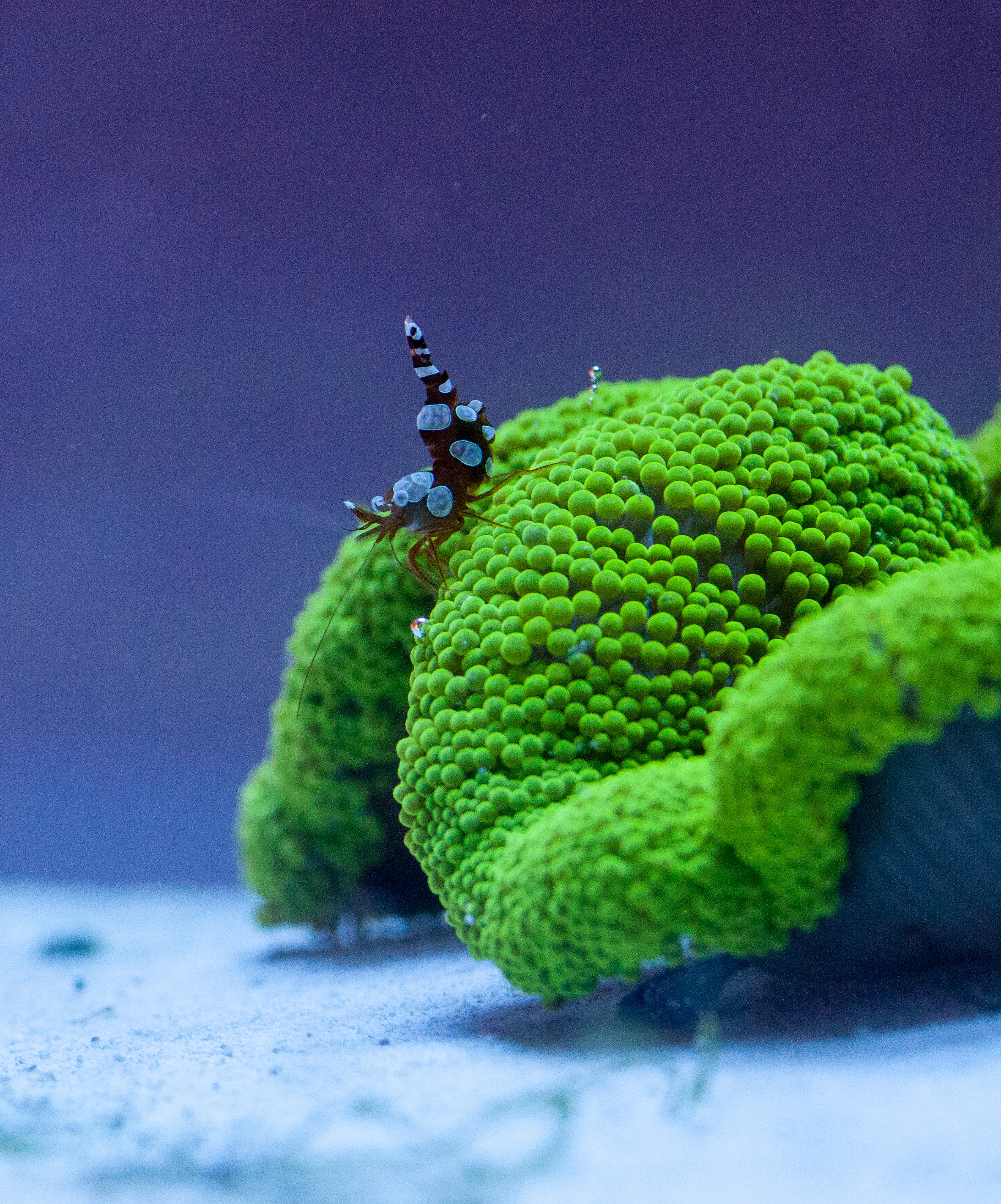
Espécie em aquário fazendo simbiose com uma Anêmona de Haddon (Stichodactyla haddoni).